# Willem Treub
Marie Willem Frederik Treub (født 30. december 1858 i Voorschoten, død 24. juli 1931 i Haag) var en hollandsk socialøkonom og politiker, bror til Hector og Melchior Treub.
Treub blev 1885 docent ved Amsterdams Universitet, 1896 professor i socialøkonomi og statistik. Som sådan virkede han for grundlæggelsen af Nederlandenes Centraal Bureau voor sociale Adviezen, der trådte i virksomhed 1900, og hvis leder Treub blev. 1905 trådte Treub tilbage som professor og viede sig til politisk virksomhed. Han tilhørte det frisindede, demokratiske parti og var finansminister 1913—18. Treub har interesseret sig stærkt for den kooperative bevægelse. Treub udgav i 1883 en afhandling om Nederlandenes beskatningsvæsen (belønnet med guldmedaille), mest kendt er det i 1902 offentliggjorte omfangsrige historisk-kritiske værk Het wijsgeerig-ekonomisch Stelsel van Karl Marx (2 bind, Haarlem), et af den internationale Marx-litteraturs i sin tid betydeligste arbejder.